# Jorge Meijide
Jorge Hipólito Meijide, más conocido como Meiji (San Fernando, 1 de octubre de 1947), es un médico pediatra, dibujante y guionista de historieta argentino.
Su participación más conocida es en la tira de la revista Hum® La clínica del Doctor Cureta, con dibujos de Eduardo Omar Campilongo (Ceo), que fue llevada al cine en 1987.
Sus primeros dibujos fueron publicados en el suplemento Clave de Ja de la revista Siete Días en 1973. También trabajó para las revistas Trampolín, Tía Vicenta, Eroticón, El Péndulo, Rock Superstar, El Gráfico, Mente Ágil, Billiken, Uno Mismo, Palante (Cuba), Cronopios (España) y varias de Ediciones de la Urraca; y para los diarios La Voz, Tiempo Argentino, el suplemento infantil de La Nación y La República (Uruguay).
Es coautor del guion de la película La clínica del Dr. Cureta (1987).
En 2005 se sumó al programa cultural de la Secretaría de Cultura  «Argentina de Punta a Punta», brindando charlas y talleres sobre humor gráfico e historietas.

## Reconocimientos
- 2007: Premio Trabucco, Academia Nacional de Bellas Artes
- 2005: Mención de Honor, Salón OSDE
- 2003: Premio Fundación Huésped
- 2002: 1.er Premio Salón Nacional de Dibujo y Grabado de Entre Ríos.
- 1999: 3.er Premio 9.ª Bienal Internacional de Dibujo y Grabado de Taipéi, Taiwán.
- 1994: 2º Premio Bienal Chandon de Dibujo y Grabado.
- 1987: Gran Premio de Honor XXIII Salón Nacional de Grabado y Dibujo.
- 1985: 1.er Premio LXII Salón Anual de Santa Fe.
- 1982: 1.er Premio Salón Municipal Manuel Belgrano.
- 1981: 1.er. Premio Salón de Otoño de San Fernando.
- 1980: 1.er. Premio XVI Salón Nacional de Grabado y Dibujo.